# Mac OS X Tiger
Mac OS X Tiger, Versionsnummer 10.4, ist die fünfte Hauptversion von macOS, dem Desktop-Betriebssystem und als Mac OS X Server 10.4 dem Server-Betriebssystem von Apple, das seinerzeit unter dem Namen Mac OS X eingeführt wurde. Es wurde am 29. April 2005 als Nachfolger von Mac OS X Panther, Versionsnummer 10.3, veröffentlicht.
Mit Tiger, das zu einem Preis von 149 € (entspricht inflationsbereinigt 2025 rund 218 €) angeboten wurde, begann der Wechsel der Macs von PowerPC- auf Intel-x86-Prozessoren und damit die Umstellung von der PowerPC-Architektur auf die Prozessorarchitektur IA-32. Anfangs unterstützte Tiger – wie seine Vorgänger – nur PowerPC-Macs. Eine Entwicklern zur Verfügung gestellte Intel-Version von Mac OS X 10.4.1 lief auf einem PC mit Intel-Pentium-4-Prozessor in einem Power-Mac-G5-Gehäuse. Ab Version 10.4.4 läuft es offiziell auch auf den zur Unterscheidung Intel-Macs bezeichneten Macs mit x86-Prozessoren von Intel. Aktualisierungen wurden getrennt als PowerPC- oder Intel-Version veröffentlicht.
Mac OS X Server 10.4 wurde zu einem Preis von 579 € (inflationsbereinigt 2025 ≈ 847 €) in der Version mit maximal 10 Clients und 1.149 € (2025: ≈ 1.681 €) mit unbegrenzter Client-Anzahl eingeführt. Die Server-Version Mac OS X Server 10.4.7 war die erste vollständige Universal-Version: dasselbe System konnte sowohl auf PowerPC- als auch auf Intel-Macs gestartet werden, wie es auch beim am 26. Oktober 2007 veröffentlichten Nachfolger Mac OS X Leopard, Version 10.5, der Fall ist.
Tiger ist mit über zwei Jahren die bisher am längsten gewartete Version von Mac OS X. Am 14. November 2007 erschien mit Version 10.4.11 die letzte Aktualisierung.
Die Apple-TV-Software des Apple TV der 1. Generation basiert auf Mac OS X 10.4.7.

## Neuerungen
Unter den neuen Eigenschaften sind eine eingeschränkte Unterstützung von 64-Bit auf PowerPC (nur PowerPC G5) und x86 („x86-64“ auf Intel-Macs, das sind Macs mit Intel-x86-Prozessoren mit der 64-Bit-Befehlssatzerweiterung Intel 64), eine verbesserte SMB-Unterstützung, launchd als init-Prozess sowie die neuen Programmierschnittstellen Core Image und Core Video zur Auslagerung grafischer Berechnungen an die GPU der Grafikkarte.
Benutzerfunktionen
- Spotlight, eine systemweite Metadatensuche mit speicherbaren Suchergebnissen
- Dashboard, mit Dashboard lassen sich über dem Desktop Widgets einblenden
- Automator, dient dazu, Routineaufgaben automatisiert ablaufen zu lassen
- Safari 2.0, der erstmals RSS unterstützt
- den Video-Codec H.264 als Bestandteil von QuickTime 7
- neue Versionen von iChat AV und Mail

## Systemvoraussetzungen

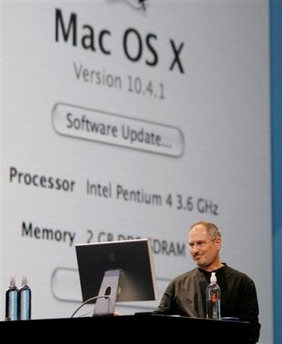
Steve Jobs auf der WWDC 2005. Im Hintergrund sieht man, dass er Mac OS X Tiger in Version 10.4.1 auf einer Intel-CPU statt PowerPC benutzt.

Apple gibt für Tiger die folgenden Systemvoraussetzungen an:
- Mac-Computer mit PowerPC- oder (ab 10.4.4) Intel-x86-Prozessor
- Integrierte FireWire-Technologie
- Mindestens 256 MB RAM
- DVD-Laufwerk zur Installation
- 3 GB freier Speicher auf der Festplatte, 4 GB mit Xcode

Tiger unterstützt ab Version 10.4.4 neben dem PowerPC G3-, G4- oder G5-Prozessor von Motorola oder IBM auch x86-Prozessoren von Intel.
Alte Programme, die nur auf klassischem Mac OS bis Mac OS 9 laufen, werden über die Classic-Umgebung weiterhin unterstützt, allerdings nur auf PowerPC-Macs. Das für die Virtualisierung notwendige Mac OS 9 wurde mit einigen Power-Macs mitgeliefert oder konnte separat erworben werden. Auf Mac OS X für Intel-Prozessoren wurde Boot Camp in den Beta-Versionen 1.0 (April 2006) bis 1.4 (August 2007) öffentlich getestet (englisch Public Beta). Nach Ablauf des Testzeitraums war Boot Camp für Mac OS X Tiger nicht mehr von Apple zu erhalten; bereits erhaltene Installationsdateien lassen sich allerdings weiterhin installieren und bestehende Installation funktionieren ebenso weiterhin uneingeschränkt.

## Developer Transition Kit
Das Apple Developer Transition Kit (kurz: DTK) war ein exklusiv an Entwickler bis Ende 2006 vermieteter Intel-Mac, der in einem modifizierten Power-Mac-G5-Gehäuse eine Hauptplatine mit Pentium-4-Prozessor enthielt. Eine speziell für diese Entwicklerhardware angepasste Version von Tiger, Version 10.4.1 preview release, inklusive Xcode 2.1 mit der Möglichkeit, Universal-Applikationen zu erstellen, wurde mitgeliefert. Im Gegensatz zu den späteren Intel-Macs, die ein von Apple erweitertes EFI als Firmware und die GUID-Partitionstabelle (GPT) verwenden, läuft das Mac OS X/Intel 10.4.1 auf dem DTK mit einem BIOS und nutzt den Master Boot Record (MBR).

## Sicherheit
Zum Thema Sicherheit siehe den Hauptartikel.

## Versionsgeschichte
| Mac-OS-X- Version | -Build  | -Build  | Erscheinungsdatum  |
| Mac-OS-X- Version | PowerPC | IA-32   | Erscheinungsdatum  |
| ----------------- | ------- | ------- | ------------------ |
| 10.4.0            | 8A428   | —       | 29. April 2005     |
| 10.4.1            | 8B15    | —       | 16. Mai 2005       |
| 10.4.2            | 8C46    | —       | 12. Juli 2005      |
| 10.4.3            | 8F46    | —       | 31. Oktober 2005   |
| 10.4.4            | 8G32    | 8G1165  | 10. Januar 2006    |
| 10.4.5            | 8H14    | 8G1454  | 14. Februar 2006   |
| 10.4.6            | 8I127   | 8I1119  | 3. April 2006      |
| 10.4.7            | 8J135   | 8J2135a | 27. Juni 2006      |
| 10.4.8            | 8L127   | 8L2127  | 29. September 2006 |
| 10.4.9            | 8P135   | 8P2137  | 13. März 2007      |
| 10.4.10           | 8R218   | 8R2218  | 20. Juni 2007      |
| 10.4.11           | 8S165   | 8S2167  | 14. November 2007  |